# عامر العبيدي
عامر العبيدي (1943) هو رسام وفنان تشكيلي عراقي، اشتهر بأعماله الفنية التي تركز على الفولكلور العربي بشكل عام، والتقاليد العراقية بشكل خاص، وأكثر عنصر متكرر في لوحاته هو الحصان العربي، كما يرسم أعمالاً تصور تجاربه الشخصية في الحياة في أرض مزقتها الحرب في محاولة لتنبيه الجماهير إلى المعاناة التي يعاني منها العراقيون تحت أيدي المحتلين.

## حياته
ولد عامر العبيدي في النجف عام 1943 من عائلة دينية وثرية، في بداياته عندما كان يبلغ من العمر 10 أو 11 عاماً عمل أول عمل فني له بواسطة قطعة من الطين جعلها تتصلب لمدة يومين تحت أشعة الشمس وقام بنحتها ليجعل منها أول تمثال من عمله، فنال تشجيع والده على الرسم والنحت من خلال شراء له الأوراق والأقلام الملونة وجلب كتل من الطين ليتعلم عليها. حصل على شهادة البكالوريوس من كلية الفنون الجميلة في جامعة بغداد عام 1969، وفي عمر 22 عاماً حصل على المركز الأول في المهرجان الدولي للفنون في إيبيزا بإسبانيا. عمل بعض الرسوم التوضيحية للصحف والمجلات المحلية، وعمل في رسم بعض كتب الأطفال. وهو أحد أعضاء المجموعة الفنين التي كانت تعرف باسم "جماعة المجددين" مع سلمان عباس، سالم الدباغ، وصالح الجميعي، وفائق حسن ونداء كاظم وطالب مكي. غادر العراق في عام 2008 مسافراً الى سوريا بسبب أحداث العراق عام 2006، وكان السبب الأساسي هو إصابة زوجته، سوسن، بانفجار عبوة ناسفة كانت على الطريق، وعلى أثرها فقدت ساقها وعينها، ثم بعد ذلك سافر الى الولايات المتحدة من خلال مفوضية الأمم المتحدة لشؤون اللاجئين.

## روابط خارجية
- عامر العبيدي.. فنان متفرد الأسلوب يمزج الموروث المحلي والتقنيات العالمية - مؤسسة المدى - تقديم ستار كاووش
- أعمال الفنان في أرشيف الفن العراقي.